# إركلنتس
اركلنز (بالألمانية: Erkelenz) هي بلدة ألمانية تقع في ألمانيا في هاينسبرغ. يقدر عدد سكانها بـ 45,502 نسمة .

## المدن التوأمة
مدن Thum و باد ويندسهايم هي مدن توأمة لـاركلنز.

## أعلام
- ديكي بيترسون
- جوشوا هولتبي
- كريستوف بودي
- لويس هولتبي